# Incontri internazionali di rugby a 15 di metà anno 1992
A metà anno è tradizione che le selezioni di "rugby a 15", europee in particolare, ma non solo, si rechino fuori dall'Europa o nell'emisfero sud per alcuni test. Si disputano però anche molti incontri tra nazionali dello stesso emisfero Sud.
Nel 1992 tutta l'attenzione è incentrata sul ritorno nel "giro" del Sudafrica che esce dal regime di apartheid e si vede assegnata l'organizzazione della Coppa del Mondo di rugby 1995

## I Tour Down Under
- L'Irlanda si reca in tour in Nuova Zelanda. La prima partita con gli All Blacks vede una onorevole sconfitta su misura (21-24), mentre la seconda è molto più pesante (6-59).

| Dunedin 30 maggio 1992 | Nuova Zelanda | 24 – 21 | Irlanda | (Carisbrook) |

| Wellington 6 giugno 1992 | Nuova Zelanda | 59 – 6 | Irlanda | (Athletic Ground) |

- La Scozia si reca in tour in Australia, subendo due sconfitte con i Wallabies (12-27 e 13-37).

| Sydney 13 giugno 1992 | Australia | 27 – 12 | Scozia |  |

| Brisbane 21 giugno 1992 | Australia | 37 – 13 | Scozia | (Ballymore Stadium) |

- La Francia si reca in tour in Argentina dove supera i "pumas" in due test (27-12) e (33-9). Nel frattempo, la squadra "B" si reca in Zimbabwe per due incontri vittoriosi con la nazionale locale.

| Buenos Aires 4 luglio 1992 | Argentina | 12 – 27 | Francia | (J.Amalfitani) |

| Buenos Aires 11 luglio 1992 | Argentina | 9 – 33 | Francia | (J.Amalfitani) |

- Le Figi si recano tour in Australia e Nuova Zelanda dove superano New South Wales, ma cedono a Taranaki e Wellington

- Anche le Samoa si recano in tour in Nuova Zelanda dove cedono a Waikato, poi superano Bay of Plenty e Manawatu

- Prima di recarsi in Sudafrica, la Nuova Zelanda  effettua un lungo tour in Australia. Tre i test match equilibratissimi con due sconfitte (15-16 e 17-19), una vittoria (26-23) la Bledisloe Cup resta dunque in Australia.

| Sydney 4 luglio 1992 | Australia | 16 – 15 | Nuova Zelanda | Sydney Football Stadium |

| Brisbane 19 luglio 1992 | Australia | 19 – 17 | Nuova Zelanda | Ballymore Oval |

| Sydney 25 luglio 1992 | Australia | 23 – 26 | Nuova Zelanda | Sydney Football Stadium |

- Zimbabwe in Namibia: continuano i confronti tra i due paesi.

| Windhoek 1º maggio 1992 | Namibia | 55 – 23 | Zimbabwe |  |

| Windhoek 8 maggio 1992 | Namibia | 69 – 26 | Zimbabwe |  |

- Sri Lanka in Papua Nuova Guinea

| Port Moresby 1º luglio 1992 | Papua Nuova Guinea | 22 – 14 | Sri Lanka |  |

| Port Moresby 2 luglio 1992 | Papua Nuova Guinea | 24 – 21 | Sri Lanka |  |

- Georgia in Ucraina: Esordio ufficiale per queste due nazionali nate dalla dissoluzione dell'Unione Sovietica.

| Kiev 13 luglio 1992 | Ucraina | 13 – 18 | Georgia |  |

| Kiev 15 luglio 1992 | Ucraina | 0 – 15 | Georgia |  |

- Spagna in Argentina:

| Buenos Aires 26 settembre 1992 | Argentina | 38 – 10 | Spagna | (J.Amalfitani) |

### La fine dell'isolamento sudafricano
- La prima nazionale a visitare il paese sudafricano dopo la fine dell'apartheid è la Nuova Zelanda in un tour ha una valenza storica importantissima: infatti segna la fine dell'isolamento del Sudafrica per i problemi legati all'apartheid. Ora Nelson Mandela è presidente ed è partita la "riconciliazione" nazionale. Tra tutti i match spicca lo

storico test match tra Nuova Zelanda e Sud Africa.
| Johannesburg 15 agosto 1992 | Sudafrica | 24 – 27 | Nuova Zelanda | (Ellis Park) |

- Una settimana dopo è l'Australia a visitare il Sudafrica dopo molti anni. Netto il successo per i Wallabies:

| Città del Capo 22 agosto 1992 | Sudafrica | 3 – 26 | Australia |  |

- Un team sperimentale sudafricano formato da giocatori emergenti visita le Isole Figi e le Samoa

A seguire, in autunno, gli Springboks giungeranno in Europa per un tour.